# Ernest de Babenberg

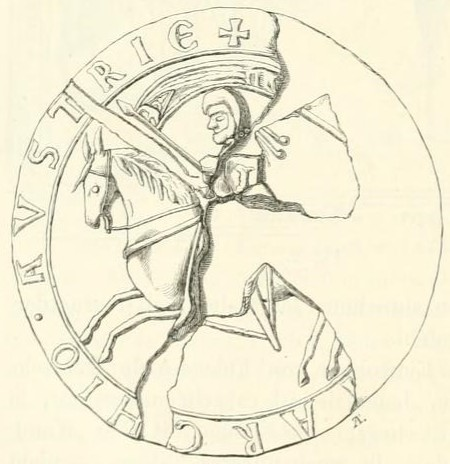
Ernest a cavall

Ernest el Valent (1027 – 10 de juny de 1075) fou un marcgravi de la Marca Oriental de Baviera coneguda com a Àustria, de la casa de Babenberg, que va governar del 1055 fins a la seva mort. Va succeir al seu pare Adalbert el Victoriós; la seva mare era la veneciana Frozza Orseolo.

## Vida
Va continuar augmentat el territori d'Àustria incorporant les marques creades enfront dels bohemis i dels hongaresos. En aquest temos va començar la colonització del Waldviertel portada a terme pels anomenats ministeriales, els cavallers Künringer. En la lluita de les investidures va donar suport a Enric IV, i va lluitar contra els saxons. Va morir a la primera batalla de Langensalza.

## Esposa
Es va casar amb Adelaida d'Eilenburg (1040 – 26 de gener de 1071) i després amb Suanaquilda de la Marca Hongaresa.